# Hold My Hand (bài hát của Michael Jackson)
"Hold My Hand" là bản song ca giữa nghệ sĩ thu âm người Mỹ Michael Jackson và Akon từ album đầu tiên sau cái chết của Michael, mang tên Michael.

## Danh sách track
- Đĩa đơn CD tại châu Âu[2]

1. "Hold My Hand" - 3:32
2. "Hold My Hand" (Vocals & Orchestra) - 3:45
3. "Hold My Hand" (Alternate mix) - 3:40
4. "Hold My Hand" (không lời) - 3:31

- CD quảng cáo

1. "Hold My Hand" - 3:32

## Xếp hạng

### Xếp hạng tuần
| Bảng xếp hạng (2010)               | Vị trí cao nhất |
| ---------------------------------- | --------------- |
| Úc (ARIA)                          | 37              |
| Áo (Ö3 Austria Top 40)             | 9               |
| Bỉ (Ultratop 50 Flanders)          | 10              |
| Bỉ (Ultratop 50 Wallonia)          | 8               |
| Canadian Hot 100                   | 16              |
| Czech Radio Singles Chart (IFPICR) | 16              |
| Đan Mạch (Tracklisten)             | 3               |
| Finland (IFPI)                     | 16              |
| France (SNEP)                      | 27              |
| German Downloads Chart             | 5               |
| German Singles Chart               | 7               |
| Hungary (Rádiós Top 40)            | 5               |
| Hungary (Single Top 40)            | 10              |
| Ý (FIMI)                           | 4               |
| Ireland (IRMA)                     | 21              |
| Japan Hot 100                      | 13              |
| Hà Lan (Single Top 100)            | 28              |
| New Zealand (Recorded Music NZ)    | 6               |
| Na Uy (VG-lista)                   | 9               |
| Scotland (OCC)                     | 17              |
| Tây Ban Nha (PROMUSICAE)           | 2               |
| Thụy Điển (Sverigetopplistan)      | 8               |
| Thụy Sĩ (Schweizer Hitparade)      | 9               |
| Anh Quốc R&B (OCC)                 | 3               |
| Anh Quốc (OCC)                     | 10              |
| US Billboard Hot 100               | 39              |
| US Billboard Hot R&B/Hip-Hop Songs | 33              |
| US Billboard Pop Songs             | 38              |
| US Billboard Hot Digital Songs     | 24              |
| US Billboard Jazz Songs            | 16              |

### Xếp hạng cuối năm
| Bảng xếp hạng (2010)    | Vị trí |
| ----------------------- | ------ |
| German Singles Chart    | 91     |
| UK Singles Chart        | 168    |
| Bảng xếp hạng (2011)    | Vị trí |
| Hungarian Airplay Chart | 28     |
| Spanish Singles Chart   | 35     |

### Chứng nhận
| Quốc gia                                 | Chứng nhận | Số đơn vị/doanh số chứng nhận |
| ---------------------------------------- | ---------- | ----------------------------- |
| Ý (FIMI)                                 | Vàng       | 15.000*                       |
| Tây Ban Nha (PROMUSICAE)                 | Vàng       | 20.000*                       |
| * Chứng nhận dựa theo doanh số tiêu thụ. |            |                               |